# Виктор Понта
Виктор-Виорел Понта (на румънски: Victor-Viorel Ponta) е румънски юрист и политик. Министър-председател на Румъния от 7 май 2012 г. до 4 ноември 2015 г. Председател на Социалдемократическата партия от 21 февруари 2010 г. до 12 юли 2015 г.
Понта следва и завършва право в Букурещкия университет (1991 – 1995). Придобива магистърска степен по международно наказателно право от Университета на Катания, Италия (2000), магистърска степен от Букурещкия университет за национална сигурност „Карол I“ (2002), както и докторска степен по наказателно право от Букурещкия университет (2003).
Той е прокурор в прокуратурата към Окръжен съд на Сектор 1 (Букурещ) (1995 – 1998) и прокурор в прокуратурата към Върховния съд на Румъния (1998 – 2001). Там отговаря за дела, свързани с корупция и пране на пари. Доцент е по наказателно право в Румънско-американския университет (1996 – 1998). С ранг държавен секретар е ръководител на Дирекция „Контрол“ при правителството на министър-председателя Адриан Нъстасе (2001 – 2004).
Става делегиран министър по международното финансиране и достиженията на правото (Acquis Communautaire), 11 март – 28 декември 2004 г. Избран е за депутат в парламента през 2004 г., преизбран е през 2008 г. Делегиран министър е по отношенията с парламента в правителството на Емил Бок, 22 декември 2008 – 1 октомври 2009 г.
След падането на правителството на Михай Унгуряну през април 2012 г. – само 7 месеца преди редовните парламентарни избори, румънският президент Траян Бъсеску дава на Понта – коалиционен лидер на Социално-либералния съюз – мандат за съставяне на правителство.
След 20-хиляден протест, във връзка с трагедията в дискотека „Колектив“, при която загиват над 30 души, а 140 биват тежко ранени, Понта подава своята оставка на 4 ноември 2015 г.